# Margaret Watkins
Pour les articles homonymes, voir Watkins.

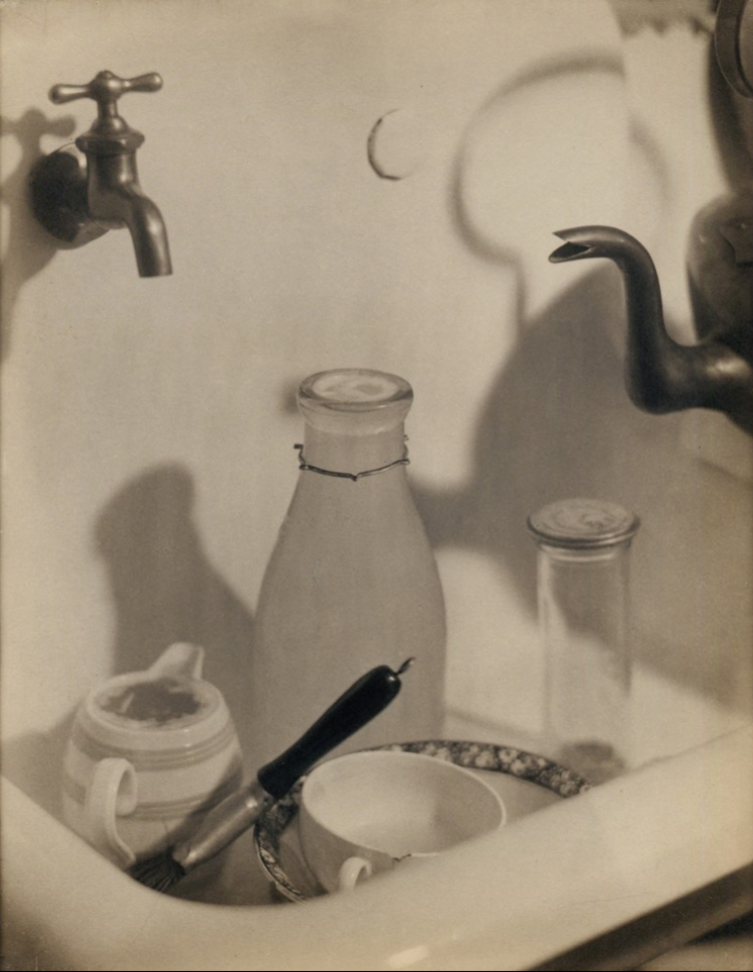
Margaret Watkins: The Kitchen Sink, 1919

Margaret Watkins, née le 8 novembre 1884 à Hamilton et mort en novembre 1969 à Glasgow, est une photographe canadienne, reconnue pour ses contributions novatrices à la photographie publicitaire.

## Biographie
Originaire de l'Ontario, Margaret Watkins est la fille de Frederick Watkins, un homme d'affaires ontarien et de son épouse écossaise, Marion Watt Anderson. En grandissant, elle montre un vif intérêt pour le design et l'artisanat. À l'âge de 15 ans, elle vend ses propres créations dans le grand magasin de son père. Elle joue également du piano et chante dans le chœur de l'Église méthodiste de Hamilton. En 1908, elle quitte le domicile familial pour travailler au sein de la communauté Roycroft Arts and Crafts et au camp Sidney Lanier. C'est dans ces deux communautés utopiques rurales du nord-est des États-Unis qu'elle commence à apprendre la photographie.
En 1913, elle déménage à Boston, où elle travaille comme assistante dans un studio de photographie commerciale. En dehors de son travail de photographe, elle écrit de la poésie et réinterpréte Mendelssohn et Wagner avec le chœur du Temple Israel. À 24 ans, elle quitte le Canada pour commencer une nouvelle vie aux États-Unis et décroche un emploi aux côtés de la photographe Alice Boughton à New York, tout en étudiant sous la direction de Clarence H. White dans ses écoles de New York et du Maine.
Margaret Walkins est décédée à Glasgow en novembre 1969, dans le plus strict anonymat.

## Carrière professionnelle
Après l'ouverture de son studio de photographie à Greenwich Village, Margaret Watkins devient en 1920, la rédactrice en chef de la publication annuelle Pictorial Photography in America. Elle travaille avec succès comme photographe publicitaire pour Macy's and J. Walter Thompson Company et Fairfax, devenant l'une des premières femmes photographes à contribuer à des agences de publicité. Elle produit également des paysages, des portraits, des nus et des natures mortes. De 1916 à 1928, elle enseigne la photographie à l'école Clarence White dans le Maine. Parmi ses étudiants, se distinguent Margaret Bourke-White, Laura Gilpin, Paul Outerbridge, Ralph Steiner et Doris Ulmann.
En 1919, elle démarre la composition de natures mortes domestiques et rencontre Katherine Dreier. Elle réalise une série de portraits de l'artiste, devenue nouveau mécène de l'art moderne en Amérique.
En 1920, elle devient membre de la Pictorial Photographers of America et vice-présidente de l'organisation de 1926 à 1927. Son travail retient l'attention de grands titres de presse américains et ses photographies sont notamment éditées dans The New Yorker et le magazine Harper's Bazaar. Elle expose aux États-Unis, au Japon, au Salon de la photographie de Paris ainsi qu'à la Royal Photographic Society de Londres.
Margaret Watkins est reconnue comme l'une des premières photographes d'art dans la publicité. Ses images d'objets du quotidien ont établi de nouvelles normes d'acceptabilité et comblées le fossé entre le pictorialisme et le modernisme en intégrant une esthétique moderniste dans la publicité. Bien qu'acclamée en Amérique du Nord au début du XXe siècle, la photographe décide de tout abandonner et déménage à Glasgow en 1928. Elle se lance alors dans la photographie de rue en Russie, en Allemagne et en France, et se spécialise dans les devantures et les vitrines de magasins.
Elle est élue associée de la Royal Photographic Society et devient la première femme membre de la Glasgow and West of Scotland Photographic Association.

## Héritage
L'héritage de Margaret Watkins apparaît tant dans son travail exemplaire, que dans son quotidien de femme célibataire accomplie. Selon Queen's Quarterly, sa vie est une source d'inspiration puisqu'elle se situe à contre-emploi des rôles traditionnels des femmes et d'un épanouissement alors exclusivement matérialisé par le mariage et la maternité.
Avant sa mort, la photographe dépose une boîte scellée de tout son travail à son voisin et exécuteur testamentaire, Joseph Mulholland. Elle lui confie des instructions strictes pour ne pas l'ouvrir avant sa mort. Joe Mulholland passera près de 40 ans à défendre son travail. Plusieurs expositions individuelles sont organisées en Grande-Bretagne et en Amérique du Nord. Elle lègue la plupart de ses biens à des organismes de bienfaisance musicaux. Un intérêt de longue date pour la musique qui se reflète dans ses portraits de musiciens ou les titres musicaux qu'elle donne à ses photographies tel Domestic Symphony.
Un timbre représentant la photographie The Kitchen Sink est publié le 22 mars 2013 par Postes Canada dans le cadre de leur série Photographie canadienne. L'image est une nature morte d'un évier rempli de vaisselle. En 2015, cette même photographie et la vie de Margaret Watkins deviennent une source d'inspiration pour le romancier écossais Andrew O’Hagan alors en pleine écriture de The Illuminations.

## Expositions
- En octobre 2012, une exposition rétrospective de l'œuvre de Margaret Watkins intitulée Domestic Symphonies est inaugurée au Musée des beaux-arts du Canada à Ottawa[8]. Cette exposition présente 95 photographies réalisées entre 1914 à 1939 : images de la vie quotidienne, scènes de rue et créations commerciales[3].
- 9 juin - 26 septembre 2021 : Margaret Watkins : Black Light, CentroCentro Cibeles, Madrid[11],[12].

puis 12 octobre 2021 – 16 janvier 2022 : Mai Manó House, Budapest ; 12 février – mai 2022 : Art Gallery of Hamilton, Ontario, Canada.
• 22 mars - 25 mai 2025.
Black Light.
XIX biennale de la photographie , salle Vimesco Cordoue